# Decreto flussi
Il decreto di programmazione transitoria dei flussi d'ingresso dei lavoratori non comunitari per lavoro stagionale nel territorio dello Stato (conosciuto anche come decreto flussi lavoratori non comunitari stagionali o semplicemente decreto flussi) è l'atto amministrativo con il quale il Governo stabilisce ogni anno quanti cittadini stranieri non comunitari possono entrare in Italia per motivi di lavoro. Esso delinea inoltre le politiche pubbliche volte a favorire le relazioni familiari, l'inserimento nella società e l'integrazione culturale degli stranieri residenti in Italia, nel rispetto delle diversità e delle identità culturali delle persone, purché non siano in conflitto con l'ordinamento giuridico nazionale, e prevede ogni possibile strumento per un positivo reinserimento nei Paesi di origine. Il documento programmatico indica le azioni e gli interventi che lo Stato italiano, anche in cooperazione con gli altri Stati membri dell'Unione europea, con le istituzioni comunitarie e con ONG, si propone di svolgere in materia di immigrazione, anche mediante la conclusione di accordi con i Paesi di origine.

## Iter per la regolamentazione dei flussi
Il decreto flussi è stato approvato con cadenza annuale dal 2001, in base alla legge nº40/1998 (cosiddetta Legge Turco-Napolitano).
La regolamentazione dei flussi di ingresso in Italia (Legge n. 40/1998) prevede due passaggi: 
- un documento triennale (detto Documento Programmatico) per pianificare i flussi migratori in ingresso in Italia nel corso di 3 anni;
- un decreto (decreto flussi) del Presidente del Consiglio dei ministri per programmare annualmente, entro il 30 novembre dell'anno precedente a quello di riferimento, le quote massime di stranieri da ammettere nel territorio italiano (per lavoro subordinato, autonomo e per i ricongiungimenti familiari).

In caso di mancata pubblicazione del decreto di programmazione, il Presidente del Consiglio può emanare uno o più decreti transitori, nei limiti delle quote stabilite per l'anno precedente. 
Per ciò che riguarda la definizione del numero di ingressi, è previsto il coinvolgimento delle Regioni che possono far pervenire alla Presidenza del Consiglio, entro il 30 novembre di ogni anno, "un rapporto sulla presenza degli immigrati extracomunitari nel territorio regionale, contenente anche le previsioni relative ai flussi  o sostenibili nel triennio successivo". Fonte: Inps migranti 

## I numeri del decreto
Il decreto del 2007  
ammette in Italia, per motivi di lavoro subordinato non stagionale, 47.100 cittadini di Paesi che hanno sottoscritto o stanno per sottoscrivere specifici accordi di cooperazione in materia migratoria, così ripartiti:
a) 4.500 cittadini albanesi;
b) 1.000 cittadini algerini;
c) 3.000 cittadini del Bangladesh;
f) 1.000 cittadini ghanesi;
g) 4.500 cittadini marocchini;
h) 6.500 cittadini moldavi;
i) 1.500 cittadini nigeriani;
l) 1.000 cittadini pakistani;
m) 1.000 cittadini senegalesi;
n) 100 cittadini somali;
o) 3.500 cittadini dello Sri Lanka;
p) 4.000 cittadini tunisini;
q) 2.500 cittadini di altri Paesi non appartenenti all'Unione europea che concludano accordi
finalizzati alla regolamentazione dei flussi di ingresso e delle procedure di riammissione.
Le domande di assunzione relative al decreto flussi e concernenti le richieste dei datori di lavoro e autonomi cittadini di Paesi con i quali l'Italia ha firmato accordi bilaterali in materia di sicurezza sociale, ha ricevuto 352.955 domande di assunzione di lavoratori extracomunitari pervenute con successo:162.572 sono quelle inviate da privati, 190.423 quelle inviate da patronati e associazioni.
Le domande di assunzione pervenute per nazionalità sono: 
- Marocco (97.085),
- Bangladesh (55.070),
- Moldavia (31.286),
- Pakistan(27.531),
- Egitto (18.833),
- Filippine (21.805),
- Albania (28.564),
- Sri Lanka (21.966),
- Tunisia (16.010),
- Senegal (14.836),
- Ghana (12.057),
- Nigeria (5.889),
- Algeria (1.904),
- Somalia (159).

Ecco di seguito i dati relativi alle domande di assunzione pervenute all'Italia dai paesi menzionati nel Decreto:
- Marocco: 56.243 domande di assunzione per lavoratore domestico e 40.836 per lavoro subordinato;
- Bangladesh: 30.193 domande di assunzione per lavoratore domestico e 24.877 per lavoro subordinato;
- Moldavia: 23.152 domande di assunzione per lavoratore domestico e 8.134 per lavoro subordinato;
- Albania: 5794 domande per lavoro domestico e 22.770 per lavoro suboridinato;
- Pakistan: 15.889 domande d'assunzione per lavoro domestico e 11.641 per lavoro subordinato;
- Sri Lanka: 17.913 domande di assunzione per lavoro domestico e 4.053 per lavoro subordinato;
- Filippine: 20.177 domande di assunzione per lavoro domestico e 1.628 per lavoro subordinato;
- Egitto: 3.431 domande di assunzione per lavoro domestico e 15.402 per lavoro subordinato;
- Tunisia: 5.461 domande per lavoro domestico e 10.549 per lavoro subordinato;
- Senegal: 11.743 domande per lavoro domestico e 3.092 per lavoro subordinato;
- Ghana: 11.035 domande di assunzione per lavoratori domestici e 1.022 per lavoro subordinato;
- Nigeria: 4.717 domande per lavoratori domestici e 1.172 per lavoro subordinato;
- Algeria: 1.057 domande per lavoratori domestici e 847 per lavoro subordinato;
- Somalia: 133 domande per lavoratori domestici e 26 per lavoro subordinato.

Fonte: Italian network 
La quota prevista dal decreto flussi per le 14 nazionalità sopra indicate è di 47.100 nulla osta al lavoro. La graduatoria dei primi 47.100 posti si determina sulla base della ripartizione per paese di provenienza e per provincia.

## Utilizzo
Un lavoratore o una lavoratrice già regolarmente soggiornanti in Italia, in possesso di un permesso di soggiorno per lavoro stagionale (art. 24, T.U. sull'Immigrazione), potranno utilizzare il decreto flussi tramite un'apposita domanda che dovrà inoltrare il datore di lavoro e, in caso di esito favorevole della procedura, fare direttamente in Italia la conversione del permesso di soggiorno, senza dover uscire per presentarsi presso il Consolato italiano nel paese di provenienza per ritirare il visto di ingresso per lavoro. Questo, a condizione che il permesso di soggiorno per lavoro stagionale sia ancora in corso di validità, quantomeno nel momento in cui viene presentata la domanda di autorizzazione all'assunzione dall'estero.

## Procedura
La procedura consiste in un'assunzione a distanza, attivata non dal migrante bensì dal datore di lavoro che richiede alla Prefettura l'assunzione di uno straniero ancora residente all'estero.